# Hylomanes momotula
Hylomanes momotula là một loài chim trong họ Momotidae.

## Phân loài
Các phân loài được công nhận của loài này gồm:
- Hylomanes momotula chiapensis Brodkorb, 1938
- Hylomanes momotula momotula Lichtenstein, 1839
- Hylomanes momotula obscurus Nelson, 1911